# Lancer du marteau lourd aux Jeux olympiques de 1920
Pour un article plus général, voir Athlétisme aux Jeux olympiques de 1920.
Navigation
Saint Louis 1904
L'épreuve du lancer du marteau lourd (56 livres) masculin aux Jeux olympiques de 1920 s'est déroulée les 20 et 21 août 1920 au Stade olympique d'Anvers, en Belgique. Elle est remportée par l'Américain Patrick McDonald.
Le lancer du marteau lourd est disputé pour la deuxième et dernière fois dans le cadre des Jeux olympiques après 1904 à Saint-Louis.

## Résultats

### Finale
| Rang               | Athlète                | Qualifications | Qualifications | Finale      |
| Rang               | Athlète                | Marque         | Rang           | Finale      |
| ------------------ | ---------------------- | -------------- | -------------- | ----------- |
| Médaille d'or      | Patrick McDonald (USA) | 11,00 m        | 1              | 11,265 m OR |
| Médaille d'argent  | Patrick Ryan (USA)     | 10,925 m       | 2              | 10,965 m    |
| Médaille de bronze | Carl Johan Lind (SWE)  | 10,255 m       | 3              | 10,255 m    |
| 4                  | Archie McDiarmid (CAN) | 9,475 m        | 4              | 10,12 m     |
| 5                  | Malcolm Svensson (SWE) | 9,45 m         | 5              | 9,455 m     |
| 6                  | Johan Pettersson (FIN) | 9,375 m        | 6              | 9,375 m     |
| 7                  | Edward Roberts (USA)   | 9.36 m         |                |             |
| 8                  | Elmer Niklander (FIN)  | 8,865 m        |                |             |
| 9                  | Ville Pörhölä (FIN)    | 8,85 m         |                |             |
| 10                 | James McEachern (USA)  | 8,84 m         |                |             |
| 11                 | Nils Linde (SWE)       | 8,635 m        |                |             |
| 12                 | Robert Olsson (SWE)    | 8.555 m        |                |             |